# Ammophila campestris
Ammophila campestris  (лат.) — вид роющих ос (Sphecidae) рода Ammophila. Палеарктика: Европа, Юго-Западная и Средняя Азия, Казахстан, Монголия, Сибирь и Дальний Восток России, Китай, Япония.

## Описание
Длина тела самок 13—20 мм (самцов — 12—18 мм).
Стройные тонкотелые осы с прозрачными перепончатыми крыльями. Первый тергит первого сегмента брюшка очень длинный, сжат с боков. Основная окраска тела чёрная, брюшко частично красно-рыжее в основании.
Охотятся на гусениц бабочек и других насекомых, которых парализуют, после чего переносят в гнездо, где кормят ими своих личинок. Гнездятся в почве.
Взрослые осы питаются на цветах следующих растений: мята,
синеголовник, лук, вероника, тамариск, селитрянка, молочай, саусурея, кермек, крестовника, клоповника, жузгун, мирикария, морковник.